# Società Sportiva Lazio
Società Sportiva Lazio é um clube de futebol italiano fundado em 9 de janeiro de 1900 com sede na cidade de Roma, mais precisamente no distrito de Formello, na região do Lácio, a qual dá nome à associação.
Disputa com o seu rival citadino, a Roma, a quarta colocação de clube italiano com mais títulos oficiais, com ambos perdendo apenas para os três maiores vencedores do futebol italiano, que são Juventus, Milan, Inter.
Seu uniforme é a camisa azul celeste, calção branco e meias brancas. As cores azuis e brancas da equipe foram inspiradas na bandeira grega e mais especificadamente no país que deu origem à tradição Olímpica. A águia foi escolhida como símbolo, porque na tradição romana era o animal sagrado de Júpiter.
Tem 16 títulos oficiais de primeira linha, uma Taça dos Clubes Vencedores de Taças, uma Supertaça da UEFA, 2 edições do Campeonato Italiano, 7 da Coppa Italia e 5 da Supercopa da Itália.
A Lazio tem uma grande rivalidade no futebol com a Roma, com quem disputa o Derby della Capitale, sendo a sexta maior torcida da Itália, com aproximadamente 3,5% dos torcedores, cerca de 2 132 000 pessoas, atrás apenas de Juventus, Milan, Internazionale, Roma e Napoli, segundo pesquisa do Instituto Doxa em 2003.
Embora tenha pouco mais de derrotas do que vitórias nos clássico, o "biancoceleste" também disputa acirradamente em número de troféus oficiais com a arquirrival, com variação a favor de um ou de outro conforme a época. A Lazio venceu o Derby della Capitale mais importante de todos, em 26 de maio de 2013, quando bateu a Roma na final da Coppa Italia, por 1–0 com gol de Senad Lulić, aos 71 min. de jogo.
Apesar de inicialmente não ter nenhuma relação matriz-subsidiária com a equipe profissional masculina e feminina (que foi incorporada como SS Lazio SpA), a fundação da Società Sportiva Lazio permitiu que o clube participasse de mais de 40 modalidades esportivas no total, mais do que qualquer outro associação desportiva do mundo.
Os laziales rivalizam com Roma, Napoli, Milan, Juventus, possuindo também rivalidades menores com clubes como Torino; Fiorentina e Livorno que foram desenvolvidas com decisões, confrontos duros e provocações com o passar dos anos.

## História

### Anos pré-guerras
A Società Podistica Lazio, foi fundada em 9 de janeiro de 1900 em Piazza della Libertà, no bairro Prati da capital. Os nove fundadores originais foram Luigi Bigiarelli, um oficial inferior do "Bersaglieri" (Infantaria), Giacomo Bigiarelli, Odoacre Aloisi, Arturo Balestrieri, Alceste Grifoni, Giulio Lefevre, Galileo Massa, Alberto Mesones e Enrico Venier.
A equipe de futebol foi criada em 1901, com os primeiros jogos oficiais sendo jogados no ano seguinte, em 1902. A Lazio se juntou a competição da liga em 1912, assim que a Federação Italiana de Futebol começou a organizar o campeonato no centro e sul da Itália, e alcançou o final do playoff nacional do campeonato por três vezes, perdendo em 1913 para o Pro Vercelli, em 1914 para o Casale.
O clube jogou na primeira Série A, organizada em 1929 e, conduzido pelo grevista italiano legendário Silvio Piola, conseguiu um vice-campeonato em 1937, o seu melhor resultado pré-guerra.

### "La Brasilazio"
Em 1931, Leonízio Fantoni foi contratado pela Lazio, que no ano anterior tinha contratado seu irmão João Fantoni (o Ninão) e o primo Otávio Fantoni (o Nininho). Os Fantoni foram contratados para atuar ao lado de outros futebolistas brasileiros. O elenco "Laziale" da época ficou conhecido como "La Brasilazio", já que o clube contava com o técnico ítalo-brasileiro Amílcar Barbuy (Barbuy) e com diversos jogadores brasileiros (em maioria ítalo-brasileiros).
Do Corinthians foram contratados:
- Anfilogino Guarisi (Filó)
- Alexandre de Maria (De Maria)
- Armando Del Debbio (Del Debbio)
- José Castelli (Rato)

Do Palestra Italia (Paulista) / Palmeiras foram contratados:
- Pedro Rizzetti (Pepe)
- Duílio Salatin
- Enzio Serafini

Do Palestra Itália (Mineiro) / Cruzeiro foram contratados:
- Leonízio Fantoni (Niginho)
- João Fantoni (Ninão)
- Otávio Fantoni (Nininho)

Do Santos foi contratado:
- André Tedesco.

E o único jogador do "Brasilazio" que não era ítalo-brasileiro foi contratado do Botafogo:
- Benedito de Morais Menezes (o Zacconi)

Apesar da Brasilazio não ter sido uma equipe multicampeã, todos os jogadores são reconhecidos e respeitados, por terem feito parte da história do clube. Dentre eles, Anfilogino Guarisi, o "Filó", acabou se tornado o mais conhecido em toda a Itália. Considerado cidadão italiano, por ser filho de uma italiana, "Filó", pôde jogar pela Squadra Azzurra e por ela participou da Copa do Mundo de 1934, onde a Itália, que era a anfitriã, conquistou seu primeiro título Mundial.

### Anos 1950
Em 1956, a Lazio contratou junto à Sociedade Esportiva Palmeiras, Humberto Tozzi. 
Tozzi, logo conquistou a titularidade, mas os gols demoraram a sair. Só em sua segunda temporada veio a consagração. A marca de sete gols em 25 partidas na Serie A era mais baixa que a sua marca no ano anterior, mas a Coppa Italia compensou. Em nove jogos, Humberto marcou dez gols, dois deles em uma ocasião especial: Humberto Tozzi enfrentou Dino da Costa sete vezes, mas só saiu vitorioso na partida do dia 21 de junho de 1958, derrubando a então favorita Roma — os 3–2 sobre a maior rival praticamente garantiram o ingresso laziale às quartas-de-final. Após passar por Marzotto, Juventus e Fiorentina, os gols do artilheiro converteram-se no primeiro título da história do clube: a Copa da Itália de 1958.
Um ano antes, a reforçar vínculos históricos da 'prima squadra romana' com o Brasil, a Lazio esteve em São Paulo para a disputa do "Torneio Morumbi", comemorativo pela iminente edificação do Estádio Cicero Pompeu de Toledo, partidas realizadas em junho de 1957, no Pacaembu. Em 19/06 — São Paulo 1–0 Lazio; em 23/06 — Corinthians 5–0 Lazio; e no dia 26/06 — Lazio 3–0 Sevilla.
Retornariam quase 38 anos depois.

### Anos 1960
A Lazio foi rebaixada pela primeira vez à Serie B em 1961, mas retornou dois anos mais tarde. Sob o comando do argentino Juan Carlos Lorenzo, a Lazio assegurou um 8º lugar na Série A na temporada de 1963/64, com 21 gols marcados e 24 gols sofridos.
Uma vitória sobre a Juventus por 3–0 foi o destaque nesta temporada. Dentre as estrelas daqueles anos, estava o meio-campo Nelo Governato, que mais tarde trabalhou como gerente para o clube.
A Lazio voltou a ser rebaixada na temporada 1966/67 e retornou à Serie A dois anos mais tarde, vindo a terminar em 8º.

### Anos 1970
Os anos 1970 começaram como nos anos 60, com o rebaixamento na temporada 1970/71, entretanto, a promoção no ano seguinte iniciou um período bem sucedido na história da Lazio.
Fizeram uma ótima temporada em 1972/73, com um time que tinha o capitão inglês Giuseppe Wilson na defesa, Luciano Re Cecconi e Mario Frustalupi no meio, Renzo Garlaschelli e Giorgio Chinaglia no ataque, além do técnico Tommaso Maestrelli. Com Chinaglia fazendo os gols e uma defesa que pouco vazada, a Lazio emergiu como desafiante e como surpresa para a conquista do Scudetto ante ao Milan e a Juventus, somente perdendo fora na última rodada para o Napoli, por 1–0.
Serviu como prelúdio para a temporada 1973/74, quando venceu seu primeiro Scudetto, tendo sido líder da Série A durante toda a temporada.
Na temporada seguinte ficou com o 4º lugar, seguido por um esforço contra o rebaixamento em 1975/76, 5º lugar em 1976/77 e por uma colocação no meio da tabela em 1977/78.
As mortes trágicas de Re e do instrutor Cecconi e a perda do scudetto, além da saída de Chinaglia, seriam duros golpes para o time. O auge de Bruno Giordano durante este período forneceu algum relevo, com a Lazio tendo terminado a liga de 1978/79 em 8º lugar.

### Anos 1980
A Lazio foi rebaixada forçosamente à Serie B em 1980, devido a um escândalo de apostas ilegais, junto com o Milan, e permaneceu na segunda divisão por três temporadas, as quais marcariam o período mais escuro de sua história. Retornariam em 1983 e escaparam do rebaixamento na última rodada. No entanto, voltou a Serie B na temporada seguinte, com apenas 15 pontos.
Em 1986, a Lazio foi punida com uma dedução de nove pontos devindo a um escândalo que envolveu um jogador seu, Claudio Vinazzini. Um esforço épico para fugir ao rebaixamento manteve o clube na Série B, com o time conduzido pelo treinador Eugenio Fascetti, evitando a queda para a Serie C, depois de uma vitória frente ao Campobasso nos play-offs.
Isto provaria uma mudança na história do clube, com o retorno à Serie A em 1988 e, sob a gerência financeira cuidadosa de Gianmarco Calleri, a consolidação da posição da Lazio como um clube de ponta no futebol italiano.

### Anos 1990
A chegada de Sergio Cragnotti, em 1992, mudou a história do clube para sempre enquanto foi preparado para investir a longo prazo em jogadores novos para o clube a fim fazer a equipe um concorrente de alto nível na Série A.
Em 1993, a Lazio terminou em quinto lugar na Serie A, em quarto em 1994, em segundo em 1995, em terceiro lugar em 1996, e em quarto outra vez em 1997, então perdeu o título apenas por um ponto para o Milan na temporada de 1998/99 antes finalmente de ganhar seu segundo escudetto em 2000, assim como a Copa da Itália (por padrões italianos) em um “dobradinha impressionante e rara”, com Sven-Göran Eriksson (1997–2001) como técnico.
A Lazio ganhou também a última Taça das Taças realizada pela UEFA em 1999 e alcançou a final da Copa da UEFA em 1998, mas perdeu por 3–0 para a Inter de Milão.
A Lazio ganhou a Supercopa da Itália duas vezes e derrotou o Manchester United em 2000 para ganhar a Supercopa da Europa.

#### A turnê no Brasil em 1995
Logo após o fim da Serie A da temporada 1994/95, a Lazio foi convidada a fazer uma turnê pelo Brasil. Para ter alguma emoção e valer algo, foi criado um troféu para cada jogo. Em homenagem a brasileiros que vestiram a camisa da Lazio, cada troféu receberia seu nome.
O regulamento dos "torneios" previa que em caso de empate a taça ficaria com o time visitante (no caso, a Lazio). A Lazio ganhou o Troféu Guarisi contra o Atlético Mineiro no Mineirão com um empate por 1–1 (gols de Euller e Signori), o Troféu Barbuy contra o Santos FC na Vila Belmiro por 5–3 (o primeiro tempo terminou 3–1 para Lazio, com Casiraghi fazendo dois e Signori um, e com Jamelli descontando para os praianos; no segundo tempo, o Santos voltou melhor e empatou com Marcelo Passos e Demétrius, e após uma briga que expulsou Chamot e Grandoni da Lazio e Mauricio Copertino do Santos, a Lazio marcou mais dois gols do meia Diego Fuser em contra-ataques fulminantes) e o Troféu Humberto Tozzi contra o Guarani no Brinco de Ouro da Princesa por 3–2 (o primeiro tempo terminou 2–1 para a Lazio, após o zagueiro Cláudio cobrar uma falta com potência e abrir o placar para o bugre, e Casiraghi virar a partida para a Lazio. No começo do segundo tempo, o zagueiro Bonomi foi expulso e deixou a equipe romana em desvantagem numérica, logo depois Djalminha empatou em pênalti duvidoso. Aos 27 minutos, o lateral Favalli foi o segundo "romano" a ser mandado para fora de campo. Mesmo com dois homens a menos, Fuser fez mais um).

### Anos 2000
Um escândalo financeiro que envolvem Cragnotti e sua empresa de produtos alimentícios Cirio forçaram-no a deixar o clube em 2002, e a Lazio era controlada até 2004 por gerentes financeiros e por um "pool de bancos". Foi vendido posteriormente ao empreendedor Claudio Lotito, que é o acionista majoritário atual. No verão de 2004, a Lazio anuncia o retorno do veterano Paolo di Canio, de 36 anos.
Já na temporada 2005/06, a Lazio perde veteranos tais como Fernando Couto, Paolo Negro e Giuliano Giannichedda que deixam o clube, entre outras coisas, fazendo com que o clube baixasse as suas despesas com salários. A temporada 2005/06 ficou sob o comando de Delio Rossi, tendo então de competir além de todas as expectativas com uma equipe jovem, misturada aos veteranos restantes, tais como Angelo Peruzzi, Fabio Liverani e Ousmane Dabo.
A política foi bem sucedida, pois o clube classificou para a Copa UEFA de 2006/07.
No dia 14 de julho de 2006, anunciou-se que o clube estaria rebaixado à Serie B com uma penalidade de 7 pontos, em que o clube estaria envolvido na participação do escândalo de manipulação de resultados. A Lazio apelou da sentença. A apelação foi bem sucedida, em uma decisão anunciada no dia 25 de julho de 2006. A Lazio pôde então continuar na Série A, porém com um déficit de 11 pontos, e perdeu o seu lugar na Copa UEFA.
Porém a década foi marcada de conquistas, 4 títulos nacionais no total, as Copas da Itália de 2003/04 e 2008/09, além das duas Supercopas da Itália em 2000 e 9 anos depois em 2009.

### Anos 2010
Em 2013–Lazio amargurou apenas o 7º Lugar na Serie A, entretanto o ano marcou a volta das conquistas nacionais ao fazer uma bela campanha na Coppa Italia 2012/13 eliminando a poderosa Juventus nas Semi-Finais por placares de 1–1 no primeiro jogo, e 2–1 para a equipe romana no Estadio Olímpico. Na grande final do dia 26 de Maio, "La Prima Squadra Della Capitale" conseguiu um dos maiores triunfos de sua historia ao vencer a grande arquirrival Roma, por 1–0 também no Estadio Olímpico. 
No ano de 2015 apos vencer a Napoli de Rafa Benítez, Higuaín, Insigne e Raúl Albiol em pleno San Paolo por 4–2 em uma verdadeira decisão pelo 4.º lugar na Serie A e consequentemente uma vaga na maior competição da Europa. A águia voltou a disputar e ganhar uma partida no mesmo ano pela UEFA Champions League após mais de 8 anos sem disputar a mesma. Entretanto disputou apenas o mata-mata eliminatório, vencendo o Leverkusen 04 em casa por 1–0 e perdendo na Alemanha por 3–0.  
Pouco tempo depois, Simone Inzaghi foi efetivado como técnico do time da capital, após a passagem relâmpago de Marcelo Bielsa.
Após a Juventus vencer tanto o Scudetto quanto a Coppa Italia, sendo está ultima sobre a própria Lazio, a equipe romana garantiu o direito de disputar a Supercopa da Itália de 2017 contra a Juventus no Estadio Olímpico de Roma, partida que marcou o fim de um tabu de quase 8 anos sem vencer a equipe preto e branca de Turim. A partida terminou em 3–2 para a Lazio que acabou conquistando apos 4 anos mais um titulo nacional.
Na temporada 2017/18, a equipe bateu na trave em voltar para a Liga dos Campeões, ficando em 5° lugar, com 72 pontos, perdendo a vaga para a Internazionale no confronto direto com gol de pênalti cedido por de Vrij, que estava apalavrado com a equipe de Milão, no último minuto.
Já na temporada seguinte, embora a Lazio tenha conseguido apenas um modesto 8° lugar, o clube conquistou sua 7° Coppa Italia em Maio de 2019, batendo a Atalanta de Bérgamo por 2–0 com gols de Sergej Milinković-Savić e Joaquín Correa. Neste dia, a Lazio ultrapassou a Roma em títulos oficiais e se tornou a quarta equipe italiana com mais títulos, atrás apenas de Juventus, Milan e Internazionale, respectivamente.
Em dezembro daquele mesmo ano, a Lazio foi ao Oriente-médio enfrentar a Juventus pela Supercoppa Italia e conquistou o 5° título da competição batendo a 'velha senhora' por 3–1 com direito a golaço de falta por Danilo Cataldi no último minuto da partida, ampliando ainda mais seu número de títulos oficiais.
Em 2020, na temporada 2019/20, a Lazio ficou 21 partidas sem perder no Calcio, superando sua maior marca de 17 partidas, em 2007. Chegando a liderar o campeonato italiano por uma semana. A pausa forçada pela pandemia da Covid-19 destruiu todo o embalo do time, que caiu bruscamente de rendimento ao retornar aos gramados quatro meses depois. Mesmo assim, a Lazio assegurou o 4° lugar e retornou à fase de grupos da Liga dos Campeões após 13 anos, embora tenha participado e caído nos playoffs em 2015.
O clube conseguiu se classificar para o mata-mata da competição mais importante do mundo após empatar em 2–2 com o Club Brugge. A Lazio terminou a primeira fase invicta com duas vitórias e quatro empates, se classificando em 2°. O Bayern de Munique, então melhor time do mundo, foi seu adversário nas oitavas-de-final.

### Anos 2020
A Lazio começou o 2021 de forma positiva, emplacando cinco vitórias consecutivas, goleando a rival Roma e espantando a má fase que assombrava a torcida. Apesar disto, foi eliminada nas quartas-de-final da Coppa Italia pela Atalanta, quando atuou com seus reservas. Venceu a mesma, no mesmo estádio, quatro dias depois e quebrou um tabu de dois anos sem vencer o clube de Bergamo.
Encerrou sua participação na Liga dos Campeões da temporada 2020/21 sendo superada nos dois jogos das oitavas de final por 4–1 em casa e 2–1 fora, pelo Bayern de Munique.
Pouco tempo depois, Ștefan Radu tornou-se o jogador com mais partidas com a camisa da Lazio.
Naquele mesmo ano, Maurizio Sarri foi contratado para substituir Simone Inzaghi — o qual deixou a Lazio após cinco anos — no comando técnico do esquadrão. Ademais, Ciro Immobile ultrapassou Silvio Piola e tornou-se o maior artilheiro da história do clube.
Após fazer uma temporada morna em 2021/22, a Lazio foi vice-campeã italiana em 2022/23, somando 74 pontos. O clube romano foi vice pela sexta vez e, de quebra, garantiu uma vaga na nova Supercoppa Italiana.
Nota: oficialmente a Lazio terminou o Campeonato Italiano na 2ª posição por sete vezes. No entanto, como as águias ainda reivindicam o título de 1914/15 — do qual é dada como vice — os mesmos desconsideram a estatística daquele ano.
Para a temporada 2023/24, Cláudio Lotito fez um dos mercados mais movimentados de sua gestão (desde 2024), gastando mais de 50 milhões de euros nas contratações de figuras como Rovella, Luca Pellegrini, Kamada, Taty Castellanos, Guendouzi e Tang Isaksen. O perfil de compras de jogadores mudou após o diretor Igli Tare deixar o clube após mais de uma década. Além disso, os reforços foram levados à Roma na tentativa de encorpar o elenco para a disputa da UEFA Champions League e também para suprir a saída do sérvio Sergej Milinković-Savić — o maior artilheiro estrangeiro da squadra.

## Torcida
A SS Lazio divide a cidade de Roma com o maior rival AS Roma, e segundo pesquisas, tem a 6.ª maior torcida do "Calcio", com 3,2% da preferência dos italianos.
Possue uma amizade com os torcedores da Internazionale e com os torcedores do Hellas Verona. Próximos pelo esporte e posição política. E fora da Itália possue também uma grande amizade com os torcedores do West Ham da Inglaterra.

### Recorde de público do Estádio Olímpico
O recorde de público do Estádio Olímpico de Roma pertence à Lazio e foi conquistado na partida contra o Foggia em 12 de maio de 1974, quando 78 886 torcedores estiveram presentes em jogo da campanha vitoriosa da Lazio neste ano.

### Ligações com o fascismo
Assim como outros clubes e organizações esportivas da Itália, a Lazio manteve ligação com o fascismo de Benito Mussolini (no período vigente do regime), mas ao contrário do que dizem, Mussolini não era torcedor da equipe romana, e sim do Bologna FC, e não era um grande fã de futebol, apreciava mais os esportes como boxe e automobilismo.

## Títulos
| CONTINENTAIS | CONTINENTAIS                        | CONTINENTAIS | CONTINENTAIS                                                   |
|              | Competição                          | Títulos      | Temporadas                                                     |
| ------------ | ----------------------------------- | ------------ | -------------------------------------------------------------- |
|              | Taça dos Clubes Vencedores de Taças | 1            | 1998–99                                                        |
|              | Supercopa da UEFA                   | 1            | 1999                                                           |
| NACIONAIS    |                                     |              |                                                                |
|              | Competição                          | Títulos      | Temporadas                                                     |
|              | Campeonato Italiano                 | 2            | 1973–74 e 1999–00                                              |
|              | Copa da Itália                      | 7            | 1957–58, 1997–98, 1999–00, 2003–04, 2008–09, 2012–13 e 2018–19 |
|              | Supercopa da Itália                 | 5            | 1998, 2000, 2009, 2017 e 2019                                  |
|              | Campeonato Italiano — Serie B       | 1            | 1968–69                                                        |

## Participações em Competições da UEFA
- Liga dos Campeões da UEFA

Melhor colocação: Quartas de Final — 1999/00
- Liga Europa da UEFA

Melhor colocação: Final — 1997/98
- SuperCopa da UEFA

Melhor colocação: Campeão — 1999
- Taça dos Clubes Vencedores de Taças

Melhor colocação: Campeão — 1998-99

## Elenco
Última atualização: 13 de março de 2025.

## Estatísticas e recordes

### Mais partidas
| #  | País                 | Nome                    | Período             | Jogos |
| -- | -------------------- | ----------------------- | ------------------- | ----- |
| 1  | Romênia              | Ștefan Radu             | 2008–2023           | 427   |
| 2  | Itália               | Giuseppe Favalli        | 1992–2004           | 401   |
| 3  | Itália               | Giuseppe Wilson         | 1969–1978 1979–1980 | 394   |
| 4  | Itália               | Paolo Negro             | 1993–2005           | 376   |
| 5  | Bósnia e Herzegovina | Senad Lulić             | 2011–2021           | 371   |
| 6  | Itália               | Aldo Puccinelli         | 1940–1943 1945–1955 | 342   |
| 7  | Sérvia               | Sergej Milinković-Savić | 2015–2023           | 341   |
| 8  | Itália               | Ciro Immobile           | 2016–2024           | 340   |
| 9  | Itália               | Luca Marchegiani        | 1993–2003           | 339   |
| 10 | Itália               | Vincenzo D'Amico        | 1972–1980 1981–1985 | 338   |

### Maiores artilheiros
Última atualização: 17/07/2024
| #  | País               | Nome                    | Período             | Gols |
| -- | ------------------ | ----------------------- | ------------------- | ---- |
| 1  | Itália             | Ciro Immobile           | 2016–2024           | 207  |
| 2  | Itália             | Silvio Piola            | 1934–1943           | 159  |
| 3  | Itália             | Giuseppe Signori        | 1992–1997           | 127  |
| 4  | Itália             | Giorgio Chinaglia       | 1974–1988           | 122  |
| 5  | Itália             | Bruno Giordano          | 1975–1985 1969–1984 | 108  |
| 6  | Itália             | Tommaso Rocchi          | 2004–2013           | 105  |
| 7  | Itália             | Aldo Puccinelli         | 1940–1943 1945–1955 | 78   |
| 8  | Sérvia             | Sergej Milinković-Savić | 2015–2023           | 69   |
| 9  | Itália             | Renzo Garlaschelli      | 1972–1982           | 64   |
| 10 | Macedónia do Norte | Goran Pandev            | 2004–2009           | 64   |

## Uniformes

### 1º Uniforme
| 2020–2021 | 2019–2020 | 2018–2019 | 2017–2018 | 2016–2017 | 2015–2016 | 2014–2015 | 2013–2014 | 2012–2013 | 2011–2012 | 2010–2011 |

| 2009–2010 | 2008–2009 | 2007–2008 | 2006–2007 |

### 2º Uniforme
| 2020–2021 | 2019–2020 | 2018–2019 | 2017–2018 | 2016–2017 | 2015–2016 | 2014–2015 | 2013–2014 | 2012–2013 | 2011–2012 | 2010–2011 |

| 2009–2010 | 2008–2009 | 2007–2008 | 2006–2007 |

### 3º Uniforme
| 2020–2021 | 2019–2020 | 2018–2019 | 2017–2018 | 2016–2017 | 2015–2016 | 2014–2015 | 2013–2014 | 2012–2013 | 2011–2012 | 2010–2011 |

| 2009–2010 | 2008–2009 | 2007–2008 |

### Outros
| Europa 2020–2021 | 120 Anos 2019–2020 | Europa 2015–2016 | 4º Uniforme 2014–2015 | 4º Uniforme 2009–2010 |